# كفالة إنقاذ مالية

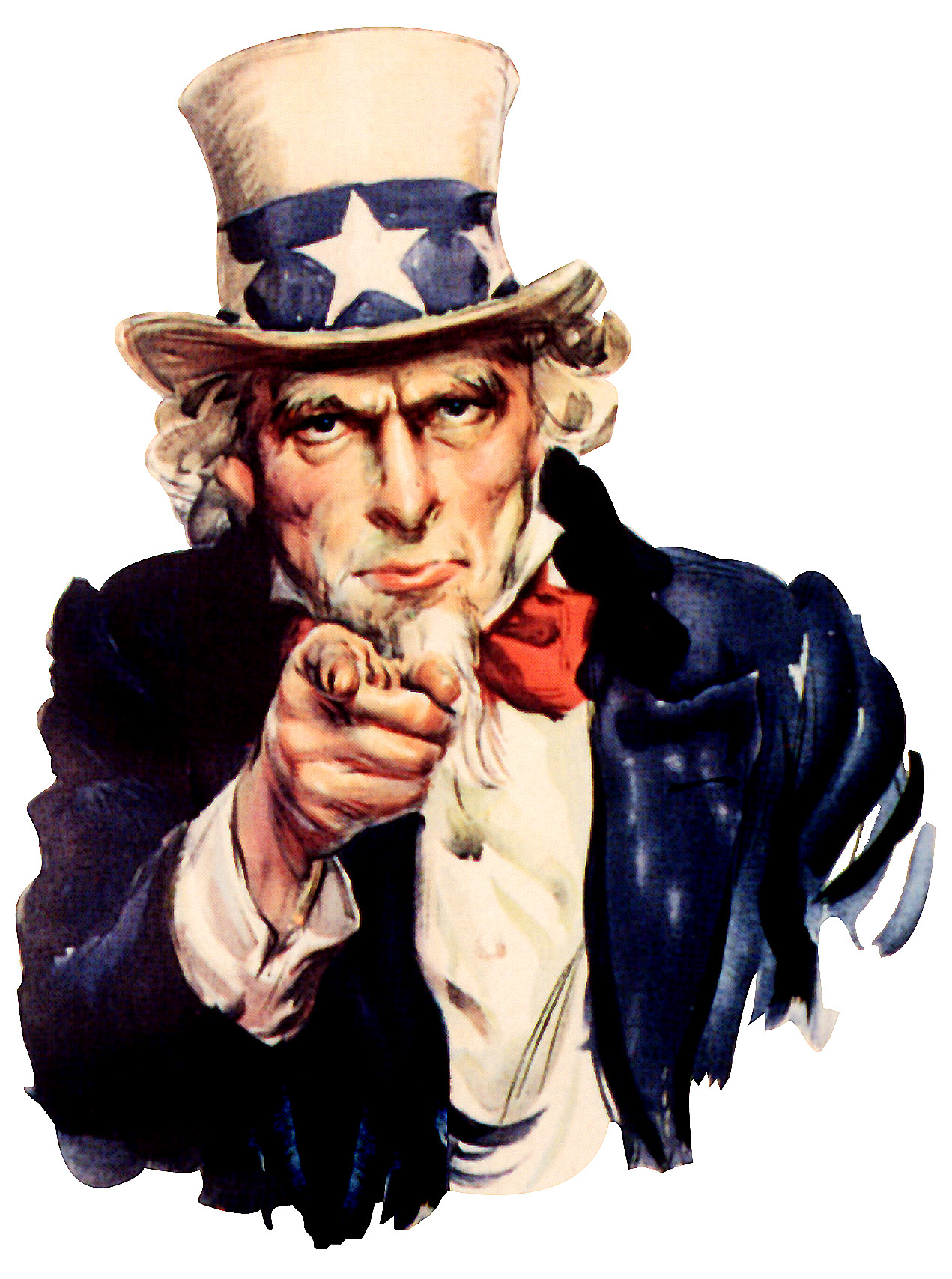

كفالة إنقاذ مالية في الاقتصاد والتمويل، هي عملية ضخ السيولة إلى شركة مفلسة أو على وشك الإفلاس حتى تتمكن من الوفاء بالتزاماتها المالية قصيرة الأجل. بالعادة يكون هذا النوع منن الكفالات من قبل الحكومة أو من قبل تجمع من المستثمرين والذين يقوموا بالمطالبة بالسيطرة على المؤسسة كمقابل لضخ السيولة.
بالعادة تكون هذه الكفالة كردة فعل لانهيار حادث في التدفقات النقدية قصيرة الأجل.